# Judith Straathof
Judith Straathof (9 juli 1977) is een Nederlands voormalig langebaanschaatsster.
Straathof werd in 1997 Nederlands kampioen op de 500, 1000 en de 1500 meter. Haar beste klassering bij een Nederlands kampioenschap allround was een vijfde plaats in 1998 en 2000. Ze nam deel aan de wereldkampioenschappen afstanden in 2000 waar ze op de 1500 meter als 16e eindigde. Ze is een nicht van voormalig schaatser en baanwielrenner Jeroen Straathof.

## Records

### Persoonlijke records[1]
| Afstand    | Tijd    | Datum            | Baan       |
| ---------- | ------- | ---------------- | ---------- |
| 500 meter  | 41,22   | 29 december 2000 | Heerenveen |
| 1000 meter | 1.18,30 | 2 maart 2001     | Calgary    |
| 1500 meter | 1.58,84 | 4 maart 2001     | Calgary    |
| 3000 meter | 4.16,33 | 28 december 2000 | Heerenveen |
| 5000 meter | 7.50,54 | 20 december 1998 | Groningen  |